# Schilbe
Schilbe is een geslacht van straalvinnige vissen uit de familie van de glasmeervallen (Schilbeidae).

## Soorten
- Schilbe angolensis (De Vos, 1984)
- Schilbe bocagii (Guimarães, 1884)
- Schilbe banguelensis (Boulenger, 1911)
- Schilbe brevianalis (Pellegrin, 1929)
- Schilbe congensis (Leach, 1818)
- Schilbe djeremi (Thys van den Audenaerde & De Vos, 1982)
- Schilbe durinii (Gianferrari, 1932)
- Schilbe grenfelli (Boulenger, 1900)
- Schilbe intermedius Rüppell, 1832
- Schilbe laticeps (Boulenger, 1899)
- Schilbe mystus (Linnaeus, 1758)
- Schilbe moebiusii (Pfeffer, 1896)
- Schilbe mandibularis (Günther, 1867)
- Schilbe micropogon (Trewavas, 1943)
- Schilbe marmoratus Boulenger, 1911
- Schilbe multitaeniatus (Pellegrin, 1913)
- Schilbe nyongensis (De Vos, 1981)
- Schilbe tumbanus (Pellegrin, 1926)
- Schilbe uranoscopus Rüppell, 1832
- Schilbe yangambianus (Poll, 1954)
- Schilbe zairensis De Vos, 1995